# Doxie Moore
John Doxie Moore (13 de fevereiro de 1911 - 26 de abril de 1986) foi um jogador e treinador de basquetebol norte-americano. Enquanto jogador, esteve na Delphi Community High School, tendo ido para a Universidade Purdue, onde esteve de 1930 até 1934. Ele treinou diversos clubes profissionais após a sua aposentadoria, com destaque para Sheboygan Red Skins, Anderson Packers e Milwaukee Hawks na década de 1950.
Na década de 1950, após encerrar a carreira de treinador também, tornou-se assistente do governador do estado de Indiana George N. Craig. Foi introduzido no Indiana Basketball Hall of Fame em 1978. Faleceu com 75 anos em 1986.